# Hydractinia denhami
Hydractinia denhami is een hydroïdpoliep uit de familie Hydractiniidae. De poliep komt uit het geslacht Hydractinia. Hydractinia denhami werd in 1904 voor het eerst wetenschappelijk beschreven door Thornely. 